# Eva Kacanu
Eva Kacanu (* 20. května 1965, Jablonec nad Nisou) předsedkyně APOA (Asociace pro osobní asistenci) a paralympijská sportovkyně. Je paralympijskou vítězkou ve vrhu koulí z Pekingu, mistryní světa, mistryní Evropy a mnohonásobnou přebornicí ČR. Žije v Olomouci.

## Život
Rodiče Evy Kacanu byli Řekové, kteří přišli do Československa po druhé světové válce. Eva se narodila v Jablonci nad Nisou. Kacanu měli více dětí, proto Evu a jejího bratra dali do dětského domova v Krnově, kde Eva strávila šest let. V devíti letech onemocněla nezhoubnou rakovinou plic a rok strávila v olomoucké nemocnici.
V osmnácti letech onemocněla tuberkulózou ledvin a přišla o ledvinu. Ve třiceti letech, před státnicemi na vysoké škole (studovala psychologii) ji úraz při lyžování, upoutal na invalidní vozík. Od roku 1996 je na vozíku pro paraplegii obou dolních končetin.
Po ukončení studia na univerzitě pracuje jako odborný konzultant v sociální sféře. Pracovala v ústavu pro osoby zrakově postižené, poté v dětském domově, jako odborný konzultant a inspektor kvality v oblasti sociálních služeb. Napsala knihu „Jsme lidé“ - jak efektivně komunikovat a pomáhat lidem se zdravotním postižením. Na jaře roku 2005 založila oddíl tělesně postižených sportovců v Olomouci.
Angažuje se ve Spolku Trend vozíčkářů a Asociaci pro osobní asistenci. Kandidovala také do zastupitelstva obce. Eva Kacanu učí aplikované pohybové aktivity na olomoucké Fakultě tělesné kultury. Ráda cestuje, v Indii se zúčastnila abilympiády (soutěž hendikepovaných v pracovních dovednostech) v disciplíně „batika“.

## Sport
S ohledem na zdravotní handicap v dětství, byla Kacanu ve škole osvobozena od tělocviku. Na vozíku hledala aktivity, kterým by se mohla věnovat, vyzkoušela plavání, tenis, lyžování, hokej, ale nakonec skončila u atletiky. Začala s ní v roce 1997 a dlouho házela oštěpem. Zjistila, že vrh koulí jí jde nejlépe. Členka Atletického klubu Olomouc, Eva Kacanu byla v roce 2000, na základě svých výkonů, nominována do reprezentace České republiky. V roce 2001 vybojovala na svém prvním mistrovství Evropy stříbrnou medaili a na MS 2002 bronzovou medaili. Na paralympijských hrách v Aténách v roce 2004 získala stříbro, v roce 2006 se stala mistryní světa a v roce 2008 v Pekingu získala zlatou medaili a vytvořila nový světový rekord ve vrhu koulí.
Byla vyhodnocena jako jedna z nejlepších mezi handicapovanými sportovci ČR za rok 2008. Organizovala opakovaně Český pohár atletiky vozíčkářů a mezinárodní mistrovství ČR v atletice handicapovaných sportovců v Olomouci. Podílela se na organizaci mistrovství světa tělesně postižených Juniorů v srpnu 2010.
Na letních paralympijských hrách v Londýně 2012 skončila na 9. místě ve vrhu koulí a v roce 2016 v Rio de Janeiru byla osmá. V roce 2018 si z mezinárodních atletických závodů ve Spojených arabských emirátech přivezla stříbro a bronz.
Účastnila se čtyř paralympijských her, pěti mistrovství světa, šesti mistrovství Evropy, pěti světových her IWAS a mnoha mezinárodních mítinků i Grand Prix soutěží. Patří mezi nejlepší paralympioniky světa. Má více než dvě stě medailí či pohárů a přes padesát dalších trofejí. Své zkušenosti ze sportu a také života na vozíku předává dál, věnuje se trenérství juniorů.

## Ocenění
- Cena města Olomouce za rok 2009 v oblasti sport[9]